# Suc gàstric
El  suc gàstric  és un líquid clar segregat en abundància per nombroses glàndules microscòpiques disseminades per la mucosa de l'estómac. Es tracta d'una dissolució aquosa composta d'aigua, àcid clorhídric, en una concentració de 0,1 M (0,5%), moc, una proteïna enzimàtica anomenada lipasa gàstrica, traces de clorur de potassi, clorur de sodi i hidrogencarbonat. Conté, a més, diversos enzims, com la pepsina, el quall, la renina gàstrica o la catepsina. Per protegir-se de l'acidesa d'aquests sucs, les cèl·lules de l'estómac secreten una mucosa que n'impermeabilitza les parets.

## Formació i funcions
A les cèl·lules parietals hi té lloc la producció de l'àcid clorhídric, que activa, d'una banda, els zimògens alliberats per les cèl·lules principals, com el pepsinogen, convertint-se en el corresponent enzim actiu, la pepsina. D'altra banda, el medi àcid (amb valors de pH entre 1 i 2) afavoreix la hidròlisi (descomposició) de les proteïnes per convertir-les en unitats més petites (aminoàcids i pèptids). En aquest procés hi intervenen, a més de la pepsina, altres proteases com la tripsina i la quimotripsina.
Així mateix, la renina transforma la caseïna (proteïna de la llet) en una proteïna soluble per l'acció de la pepsina. Per la seva banda, la lipasa gàstrica actua sobre certs lípids. Amb tot, el suc gàstric gairebé no actua sobre la fècula.
Gràcies a l'acció dels sucs gàstrics, el bol alimentari passa a formar una substància pastosa denominada quim.